# 陕北
陕北，指陕西的北部，在華北地區，如同关中和陕南，是一个自然区域同时是一个文化区域概念，位于黄土高原之上。

## 概况
陕北黄土高原在“北山”（泛指陕北高原南缘与关中盆地过渡地带的石质山丘）以北，是中国黄土高原的中心部分，海拔800～1300米，约占陕西省总面积的45%。陕北地势西北高，东南低，北部为风沙区，南部是丘陵沟壑区。陕北畜牧业较为发达，煤、石油和天然气等储量丰富。

## 文化

### 方言
陕北地区的方言多属晋语吕梁片、五台片、大包片和志延片等，南部和西部一些地区因受到关中话及中原官话秦陇片的影响，体现出强烈的过渡特征，而多被划为中原官话关中片或是秦陇片方言。

## 行政区域
陕北地区大致上包括延安市（除南部外）和榆林市的行政区域范围。